# Eli Fromm
Eli Fromm (Rehlingen-Siersburg, 7 de maio de 1939) é um engenheiro alemão. É professor da Universidade Drexel. Obteve um B.S. em engenharia elétrica na Universidade Drexel em 1962, um mestrado em engenharia também pela Universidade Drexel em 1964 e um Ph.D. pela Universidade Thomas Jefferson em 1967. Trabalhou como engenheiro na Missile and Space Division da General Electric em 1962, depois no Applied Physics Laboratory da DuPont em Wilmington, Delaware, em 1963; começou a trabalhar na Universidade Drexel como Professor Assistente em 1967. Em 2002 foi o primeiro a receber o Prêmio Gordon da Academia Nacional de Engenharia dos Estados Unidos, considerado ser equivalente a um Prêmio Nobel de Engenharia — sendo os outros o Prêmio Russ e o Prêmio Charles Stark Draper. Foi eleito membro da Academia Nacional de Engenharia dos Estados Unidos em 2004.